# 19 summer note.
「19 summer note.」（ナインティーン・サマー・ノート）は、SILENT SIRENの15枚目のシングルである。2018年7月11日に発売された。

## 概要
- 前作『ジャストミート』から約9ヶ月振りのリリース。
- 表題曲「19 summer note.」は、AmebaTV「私の年下王子さま」エンディングテーマである。
- カップリングの「天下一品のテーマ」は、ラーメンチェーン店「天下一品」CMソングである。

## 販売形態
- 初回限定盤（CD+DVD「19 summer note.」「天下一品のテーマ」MV＆メイキング映像を収録）：UPCH-89377
- 通常盤（CDのみ）：UPCH-80494
- ファンクラブ限定盤（CD+DVD サイサイメンバーの休日に密着した「3131女子キャンプ」を収録 + SILENT SIREN SUMMER ZINE Vol.1 (20P) + オリジナル・ピンナップポスター (約B3サイズ) + スリーブケース付トールサイズパッケージ仕様）：PDCN-5908

## 収録曲
- 全編曲：クボナオキ

1. 19 summer note.
作詞：すぅ、作曲：すぅ・クボナオキ
  - AmebaTV「私の年下王子さま」エンディングテーマ
2. 天下一品のテーマ
作詞：ひなんちゅ、作曲：クボナオキ
  - ラーメンチェーン店「天下一品」CMソング

初回限定盤・ファンクラブ限定盤収録曲
1. Kaleidoscope
作詞：すぅ、作曲：クボナオキ
  - 13thシングル『AKANE/あわあわ』カップリング
  - 『天下一品 presents SILENT SIREN LIVE TOUR 2018 〜”Girls will be Bears”TOUR〜』のライブ音源
2. ODOREmotion
作詞：すぅ、作曲：クボナオキ
  - スマートフォンアプリ「メガスマッシュ」コラボ楽曲
  - 『天下一品 presents SILENT SIREN LIVE TOUR 2018 〜”Girls will be Bears”TOUR〜』のライブ音源

### DVD
- 初回限定盤

1. 「19 summer note.」MV
2. 「天下一品のテーマ」MV
3. Behind the scenes of 19 summer note.（メイキング映像）

- ファンクラブ限定盤
  - サイサイメンバーの休日に密着した「3131女子キャンプ」